# Licor d'ou
El licor d'ou és una beguda preparada amb rovells d'ou, vainilla, canyella, ametlla molta, llet, sucre, fècula de blat de moro i licor. És de color groc i consistència espessa.
Per ser considerada una beguda dolça, s'acostuma prendre-la després d'un menjar. També és empleada en rebosteria, en la preparació de pastissos, galetes, gelatines, gelats, neu raspada i paletes.

## Història
Els convents eren els llocs que regularment rebien a autoritats eclesiàstiques i personalitats del govern. Les monges Clarisses tenien molta experiència allotjant a figures importants de la societat i quan això succeïa preparaven els millors platerets i begudes, entre elles el licor d'ou. Amb una mica de canyella, ous i sucre creaven aquesta suculenta beguda que oferien a les visites, però elles mai la provaven.
Segons la llegenda, una mestissa de nom Eduviges, que ja havia fet els seus vots, va aprendre molt bé la recepta i després, en el convent dels franciscans a la ciutat de Puebla, ella era l'encarregada del licor, i com el provava de tant en tant per donar-li la saó especial, li explicava a les altres monges suau i bon gust del licor. Més endavant les hi va arreglar perquè el licor es fes també per a consum de les germanes.
El licor d'ou solament es fabricava en els convents. Com ja s'havia donat el primer pas i el seu sabor va ser tan acceptat per les famílies de les monges van decidir comercialitzar-lo i en ell, les monges Clarisses van trobar un bon sustent per a la congregació.
Des de l'època virregnal la recepta original es protegeix després dels murs dels convents de Pobla, i encara que no és pròpia dels mexicans, el licor agrada tant que des de fa anys ja es va adoptar com a mexicà. Així doncs, en les cuines dels convents virregnals es van moldre en els seus metates els més variats ingredients que van assaonar, van perfumar i van rebre color de les flors, per formar un dels més rics mestissatges a Mèxic. A pesar que si hi ha una recepta per fer licor, se suposa que hi ha un ingredient de la fórmula original que encara es desconeix. D'acord amb la tradició el licor va ser creat en el convent de Santa Clara al segle XVll.

### Història alternativa
Hi ha els qui creuen que el licor d'ou va néixer a la casa de Pedro González, artesà del poble de Comala, Colima. La seva creació també és adjudicada a les monges agustinianes del convent de Santa Mónica a Puebla.

### Varietats
En alguns estats és possible trobar diferents varietats del rompope que inclouen sabors tals com: Cafè, festuc, xocolata, cacauet, pinyó, entre uns altres, que encara que tenen un sabor lleugerament diferent al tradicional, en general segueixen una manera de preparació igual a l'original.